# جلال آل احمد
سیّد جلال‌الدّین سادات آل احمد (۱۱ آذر ۱۳۰۲ – ۱۸ شهریور ۱۳۴۸) روشنفکر سوسیالیست، نویسنده، منتقد ادبی و مترجم ایرانی بود. وی همسر سیمین دانشور بود. آل احمد در دههٔ ۱۳۴۰ به شهرت رسید و در جنبش روشنفکری و نویسندگی ایران تأثیر به‌سزایی گذاشت. مهم‌ترین اثر او کتاب غرب‌زدگی با مطرح کردن اصطلاح نوظهور غرب‌زدگی تأثیر زیادی بر اندیشهٔ برخی جریان‌های سیاسی ایرانی مانند چپ‌ها و اسلامگرایان گذاشت که تا به امروز ادامه دارد.

## سرگذشت

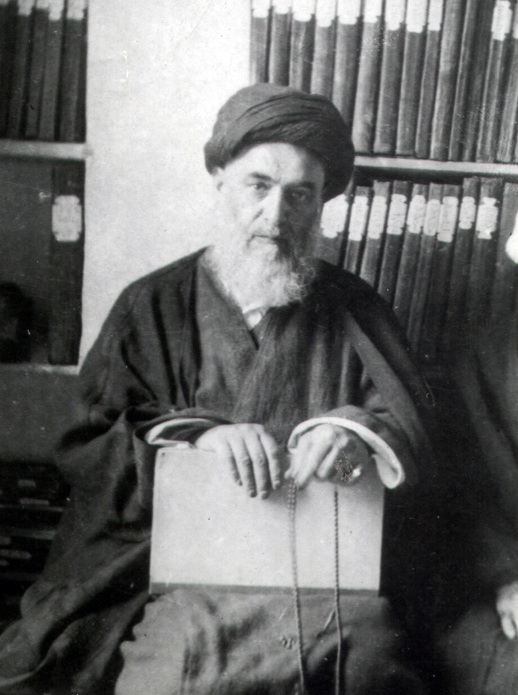
سیّد احمد حسینی طالقانی، پدر جلال آل احمد

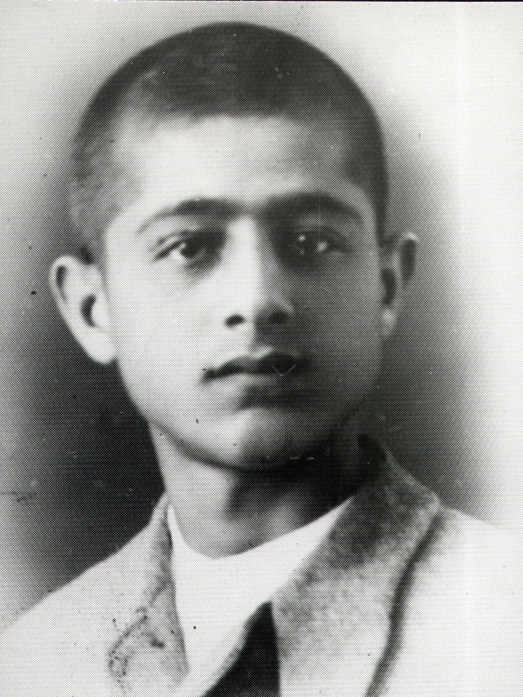
جلال در دوران تحصیل در دبیرستان

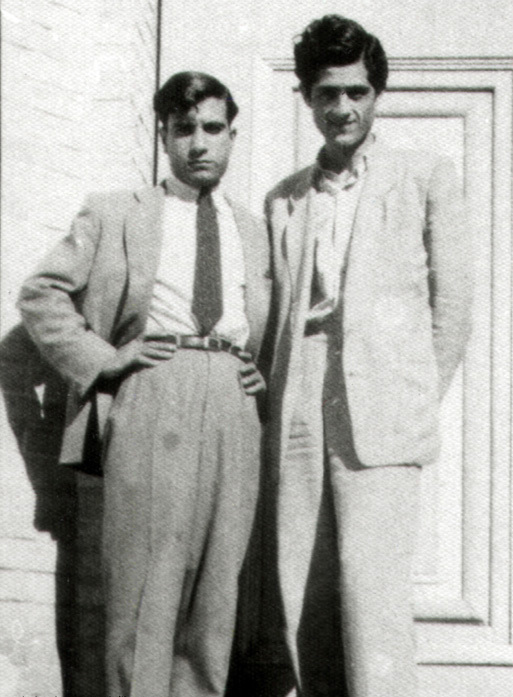
جلال آل احمد و دوستش رضا زنجانی در دوران عضویت در حزب توده

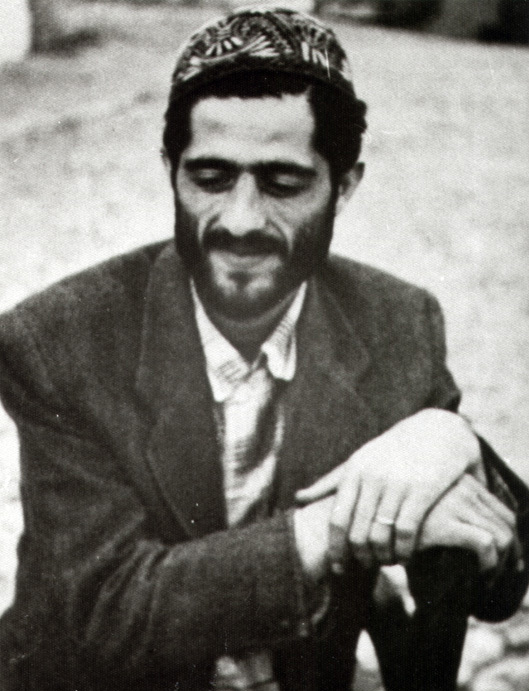
جلال در یکی از سفرها به یکی از نقاط دوردست ایران با پوشش و ظاهر محلی مردمان آن منطقه

جلال آل احمد در ۱۱ آذر ۱۳۰۲ در خانواده‌ای مذهبی در محلهٔ سیدنصرالدین شهر تهران به دنیا آمد. وی پسر عموی سید محمود طالقانی بود. خانوادهٔ او اصالتاً اهل شهرستان طالقان و روستای اورازان بود. دوران کودکی و نوجوانی جلال در نوعی رفاه اشرافی روحانیت گذشت. پس از اتمام دوران دبستان، پدر جلال، سیداحمد طالقانی، به او اجازهٔ درس خواندن در دبیرستان را نداد اما او تسلیم خواست پدر نشد.
دارالفنون هم‌کلاس‌های شبانه باز کرده بود که پنهان از پدر اسم نوشتم. روزها کارِ ساعت‌سازی، بعد سیم‌کشی برق، بعد چرم‌فروشی و از این قبیل و شب‌ها درس. با درآمد یک سال کار مرتب، الباقی دبیرستان را تمام کردم. بعد هم گاه‌گداری سیم‌کشی‌های متفرقه. بردست «جواد»، یکی دیگر از شوهر خواهرهام که این کاره بود. همین جوری‌ها دبیرستان تمام شد و توشیح «دیپلمه» آمد زیر برگهٔ وجودم…— جلال آل احمد
در دوران نوجوانی، وی تحت تأثیر تربیت مذهبی در خانواده‌اش بوده است. تمام اطرافیان وی همچون پدر، برادر و پدربزرگش از طبقهٔ روحانیان بوده‌اند. چنان‌که گفته شده پدرش در تربیت مذهبی وی بسیار جدی بوده است. آل احمد در بیست‌سالگی به دلیل درخواست پدرش، راهی نجف می‌شود تا درس طلبگی بیاموزد و به نوعی راه پدرش را ادامه دهد. در سال‌های آخر دبیرستان بود که جلال با کلام کسروی و شریعت سنگلجی آشنا شد و همین مقدمه‌ای شد برای پیوستن وی به حزب توده.
پس از پایان دبیرستان، پدر او را نجف نزد برادر بزرگش سید محمدتقی فرستاد تا در آن‌جا به تحصیل در علوم دینی بپردازد؛ البته او خود به قصد تحصیل در بیروت به این سفر رفت اما در نجف ماندگار شد ولی پس از سه ماه به تهران بازگشت. به گفتهٔ برخی نویسندگان، وی در بازگشت از نجف در خصوص بسیاری از احکام شیعیان دچار شک و تردید شده بود.
شخص من که نویسندهٔ این کلمات است در خانوادهٔ روحانی خود، همان وقت لامذهب اعلام شده، دیگر مهر نماز زیر پیشانی نمی‌گذاشت. در نظر خودِ من که چنین می‌کردم، بر مهرِ گلی نمازخواندن نوعی بت‌پرستی بود که اسلام هر نوعش را نهی کرده است؛ ولی در نظر پدرم آغاز لامذهبی بود و تصدیق می‌کنید که وقتی لامذهبی به این آسانی به‌چنگ آمد، به‌خاطر آزمایش هم شده، آدمیزاد به خود حق می‌دهد که تا به آخر براندش.— جلال آل احمد
به سبب کشش او به جریان روشنفکری، پدرش او را از خانه بیرون کرد. این روگردانی دو دلیل عمده داشت: یکی پشت کردن به روحانیت و دیگری پیوستن به جریان توده ولی او هنوز گرایش مذهبی داشته است. هیچ قرینه‌ای موجود نیست که وی پس از پیوستن به حزب توده، از مذهب به‌طور کلی کناره‌گیری کرده باشد.
در سال ۱۳۲۲ وارد دانشسرای عالی تهران شد و در رشتهٔ زبان و ادبیات فارسی فارغ‌التحصیل گشت. او تحصیل را در دورهٔ دکترای ادبیات فارسی نیز ادامه داد اما در اواخر تحصیل از ادامهٔ آن صرف نظر کردو به تدریس در هنرستان هنرهای زیبای پسران تهران پرداخت.
نخستین مجموعهٔ داستان خود به نام «دید و بازدید» را در همین دوران منتشر کرده بود. او که تأثیری گسترده بر جریان روشنفکری دوران خود داشت، به جز نوشتن داستان به نگارش مقالات اجتماعی، پژوهش‌های مردم‌شناسی، سفرنامه‌ها و ترجمه‌های متعددی نیز پرداخت. البته چون اطلاعات او از زبان فرانسه گسترده نبود، پیوسته در کار ترجمه از دوستانی مانند علی‌اصغر خبره‌زاده، پرویز داریوش و منوچهر هزارخانی کمک می‌گرفت.
شاید مهم‌ترین ویژگی ادبی آل احمد نثر او بود. نثری فشرده و موجز و در عین حال عصبی و پرخاشگر که نمونه‌های خوب آن را در سفرنامه‌های او مثل «خسی در میقات» یا داستان زندگی‌نامهٔ «سنگی بر گوری» می‌توان دید.
در سال ۱۳۲۶ دومین کتاب خود به نام «از رنجی که می‌بریم» را هم‌زمان با کناره‌گیری از حزب توده چاپ کرد که بیان‌گر داستان‌های شکست مبارزاتش در این حزب است. پس از این خروج بود که برای مدتی به قول خودش ناچار به سکوت شد که البته سکوتی به معنای نپرداختن به سیاست و بیشتر قلم‌زدن بود.
... و زنم سیمین دانشور که می‌شناسید؛ اهل کتاب و قلم و دانشیار رشتهٔ زیبایی‌شناسی و صاحب تألیف‌ها و ترجمه‌های فراوان و درحقیقت نوعی یار و یاور قلم که اگر او نبود چه‌بسا خزعبلات که به این قلم درآمده بود. (و مگر درنیامده؟) از ۱۳۲۹ به این‌ور هیچ کاری به این قلم منتشر نشده که سیمین اولین خواننده و نقادش نباشد….— جلال آل احمد
پدر آل احمد با ازدواج او با دانشور مخالف بود و در روز عقد به قم رفت و سال‌ها به خانه آن‌ها پا نگذاشت.
با قضیهٔ ملی‌شدن نفت و ظهور جبههٔ ملی و مصدق بود که جلال دوباره به سیاست روی آورد. وی عضو کمیته و گردانندهٔ تبلیغات «نیروی سوم» شد که یکی از ارکان جبههٔ ملی بود. در ۹ اسفند ۱۳۳۱، بعد از اطلاع از محاصرهٔ منزل مصدق با عدهٔ دیگری از «نیروی سومی‌ها» فوراً به آنجا رفت و در مقابل منزل مصدق به دفاع از او سخنرانی کرد. اشرار قصد جان او را کردند و او زخمی شد. در اردیبهشت۱۳۳۲ به دلیل اختلاف با رهبران نیروی سوم از آن‌ها هم کناره گرفت. دو کار ترجمهٔ وی، «بازگشت از شوروی» ژید و «دست‌های آلوده» سارتر مربوط به همین سال‌هاست.
پس از کودتای ۲۸ مرداد که ضربهٔ سنگینی بر پیکر آزادی‌خواهان و مبارزان با استبداد بود، آل احمد نیز دچار افسردگی شدیدی شد. در این سال‌ها وی کتاب خود را تحت عنوان «سرگذشت کندوها» به چاپ رساند.
جلال به یک دورهٔ سکوت رفت و به دور از تمام هیاهوهای سیاسی سعی کرد تا خود را از نو بشناسد. «…فرصتی بود برای به‌جد در خویشتن نگریستن و به جست‌وجوی علت آن شکست‌ها به پیرامون خویش دقیق شدن و سفر به دور مملکت و حاصلش اورازان، تات‌نشین‌های بلوک زهرا و جزیرهٔ خارک…» که البته «مدیر مدرسه» هم مربوط به همین سال‌هاست.
وی در سال ۱۳۴۲ به‌اتفاق علی‌اکبر کنی‌پور برای سفر حج به مکه رفت. پیش از این سفر در ملاقاتی که با سیدروح‌الله خمینی داشت، با وی آشنا شده بود و کتاب غرب‌زدگی توجه او را جلب کرد.

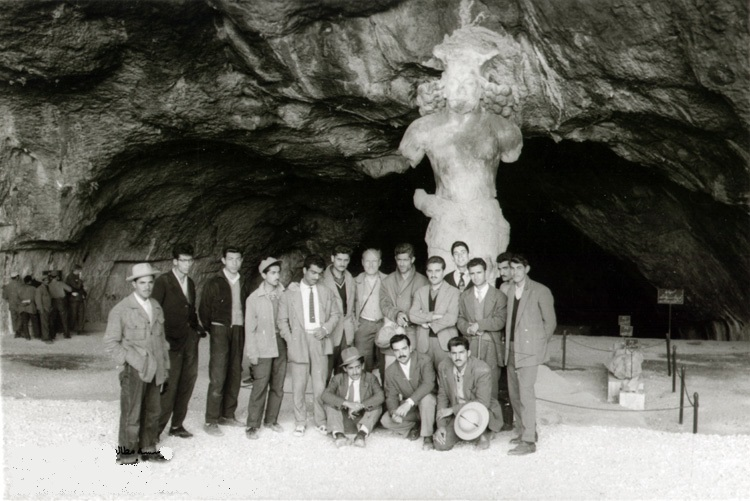
جلال در کنار هانس استراشر و جمعی از دوستان در یکی از سفرهای ایران‌شناسی غار شاپور

### حزب توده
در ابتدای سال ۱۳۲۳ وارد حزب توده شد و تا انشعاب حزب توده، تمام مراحل تشکیلاتی به سمت ارتقا را پشت سر گذاشت. پس از انشعاب به‌همراه خلیل ملکی و افراد باقی‌مانده از انشعاب به حزب زحمتکشان، مظفر بقایی پیوست. عضویت وی در حزب توده به مدت سه سال، از بیست تا بیست‌وسه سالگی به طول انجامیده است. وی در این حزب به‌سرعت سلسله مراتب ترقی را طی کرد و در سال ۱۳۲۵ مأمور راه‌اندازی «ماهنامه مردم» زیر نظر احسان طبری شد. زمانی که وارد حزب توده شد، حزب توده از نداشتن افرادی که سرمایه تئوری و تجربیات مبارزات مارکسیستی داشته باشند، رنج می‌برد. هنگامی‌که جلال به عضویت کمیته تهران درآمد، به مدیریت داخلی روزنامه ارگان دانشجویان «بشر» و «ماهنامه تئوریک حزب توده» منصوب شد. وی در این زمان ۲۲ ساله بوده است. یکی از دلایل جدایی وی از حزب توده را دفاع این حزب از شوروی دانسته‌اند. وی در کتاب خدمت و خیانت روشنفکران به این موضوع اشاره کرده است.

### حزب زحمتکشان
به‌سبب اختلافی که میان وی و مظفر بقایی در زمان دولت محمد مصدق پیش آمد، وی به‌همراه خلیل ملکی، مسعود حجازی، محمدعلی خنجی و… از حزب زحمتکشان منشعب شده و در حزب جدید ایجادشده به رهبری خلیل ملکی به نام نیروی سوم فعالیت کرد؛ ولی پس از مدتی به‌دلیل مخالفت با مصدق و حزب زحمتکشان، به‌طور کلی سیاست را در سال۱۳۳۲ رها کرد.

### سفر به اسرائیل
جلال آل احمد از علاقه‌مندان به ایده کیبوتص بود. وی مقالاتی را دربارهٔ «سوسیالیسم دهقانی اسرائیل» برای نشریه‌ای به نام ایرانیان نوشت و همچنین در سال ۱۳۴۱ در سفری به اسرائیل که به خرج نمایندگی سیاسی اسرائیل در تهران انجام گرفت، با همسرش سیمین دانشور، با این پدیده از نزدیک آشنا شد. این سفر معترضان فراوانی داشت که از آن جمله می‌توان به سیدعلی خامنه‌ای اشاره کرد که پیش از آن هم آثار آل احمد را خوانده بود، اما به گفته خودش «بیشتر به برکت مقاله ولایت اسرائیل» با او آشنا شد و در تماسی تلفنی با آل احمد، نسبت به سفر و مقاله «مریدانه» به وی اعتراض کرد.

### مرگ

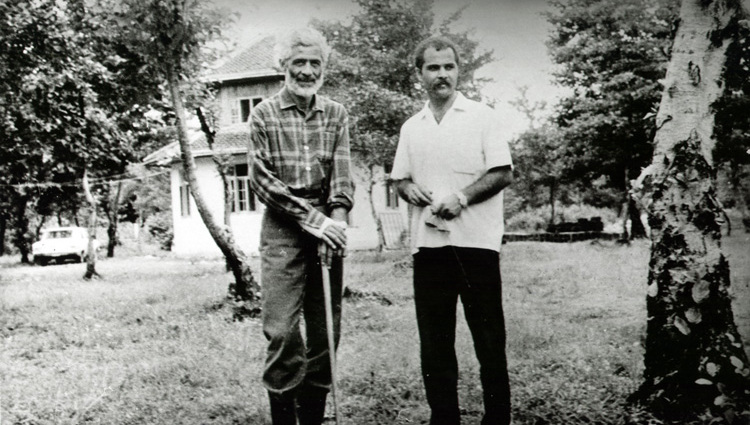
جلال در کنار مصطفی شعاعیان در واپسین روزهای حیات، اسالم گیلان

جلال آل احمد در ۱۸ شهریور ۱۳۴۸ در ۴۵ سالگی در اَسالِم گیلان درگذشت. پس از مرگ نابهنگام آل احمد، پیکر وی به‌سرعت تشییع و به خاک سپرده شد که باعث باوری دربارهٔ سربه‌نیست‌شدن او توسط ساواک شد. همسر وی، سیمین دانشور، این شایعات را تکذیب کرده است.
جلال آل احمد وصیت کرده بود که جسد او را در اختیار اولین سالن تشریح دانشجویان قرار دهند؛ ولی از آن‌جا که وصیت وی برابر شرع نبود، پیکر او در مسجد فیروزآبادی جنب بیمارستان فیروزآبادی شهر ری به امانت گذاشته شد تا بعدها آرامگاهی در شأن او ایجاد شود و این کار هیچ‌گاه صورت نگرفت.
آرامگاه او در قسمت بالای شبستان مسجد فیروزآبادی در شهر ری واقع شده است. بر روی سنگ قبر کوچک و بدون نام او، تنها امضایش دیده می‌شود.

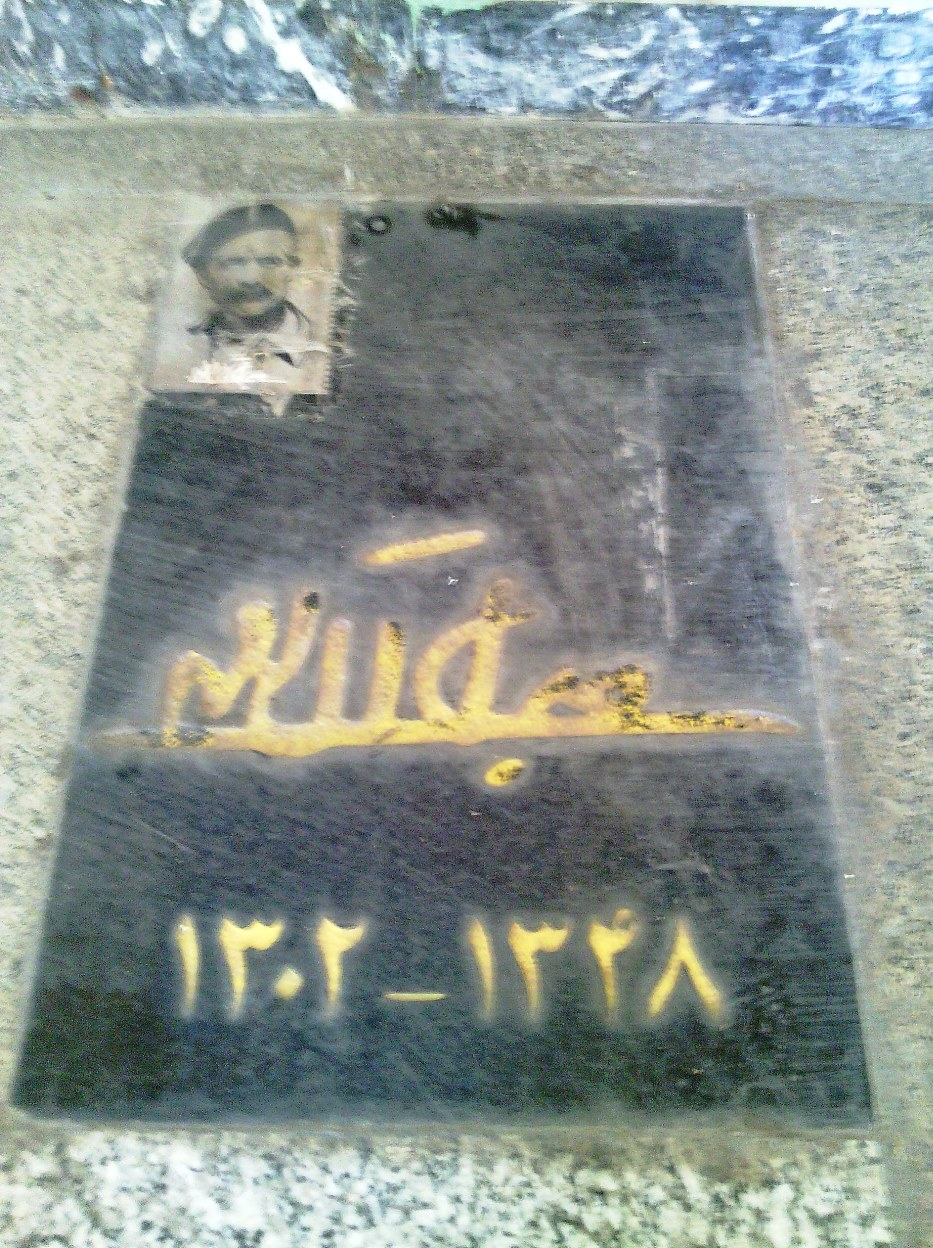
سنگ مزار جلال آل احمد در مسجد فیروزآبادی شهر ری

### شایعه قتل او توسط ساواک
برادر او شمس آل احمد معتقد شد که ساواک او را به قتل رسانده و شرح مفصلی در این باره در کتاب از چشم برادر بیان کرد.
سیمین دانشور، همسر جلال، در کتاب غروب جلال علت مرگ جلال را زیاده‌روی در مصرف نوشابه الکلی قزونیکا (نام ودکایی ساخت ایران در آن زمان) ذکر می‌کند و علت پزشکی مرگ را هم آمبولی ریه در اثر افراط در مصرف مشروبات الکلی و سیگار اُشنو نقل می‌کند و شایعات مربوط به دست داشتن ساواک در مرگ جلال را صریحاً رد می‌کند.

## تأثیر جلال آل احمد بر ادبیات فارسی
- معرفی آلبر کامو به جامعه ادبی؛ با ترجمه‌هایی از آندره ژید، یونگر، اوژن یونسکو و داستایوسکی نقش بسیار مؤثری در پیش‌برد ادبیات معاصر ایفا کرد.
- معرفی بیشتر شعر نو نیمایی و کمک به گسترش آن
- حمایت از شاعرانی چون احمد شاملو و نصرت رحمانی و حمایت از جوانان دیگر
- نثر جلال آل احمد باعث جهشی بی‌سابقه در نثر فارسی به‌سوی فضای هیجان عصبانیت شد.
- تأثیر پذیرفتن و تقلید دیگران از آثارش (به‌خصوص نویسندگان، روشنفکران و دانشجویان) باعث گسترش هرچه بیشتر نوع نگارش ادبی آل احمد شد، به‌گونه‌ای‌که او در میان طیف ادبی و مردمی، به الگویی خاص تبدیل شد.
- ایجاد تشکل‌های ادبی و صنفی، از جمله کانون نویسندگان ایران[۲۲] و انتشار مقالات گوناگون از دیگر خدمات جلال به ادبیات معاصر است. درحقیقت نیمه‌های دهه۱۳۴۰ جلال نقش «پدرخوانده» ادبیات ایران را ایفا می‌کرد.
- جلال آل احمد ادامه‌دهندهٔ راهی بود که محمدعلی جمال‌زاده و صادق هدایت در ساده‌نویسی و استفاده از زبان و لحن عموم مردم در محاورات، آغاز کرده بودند. در واقع این نوع نوشتن و استفاده از زبان محاوره‌ای توسط جلال به اوج رسید و گسترش یافت.

## تأثیر او بر اندیشه و سیاست ایران
مفهوم غرب‌زدگی که توسط احمد فردید ضرب شده بود توسط جلال در کتاب غرب‌زدگی منتشر گردید و انعکاس زیادی در بین روشنفکران و مردم برجای نهاد که تا به امروز نیز ادامه دارد. از خوانندگان این کتاب آیت الله خمینی بود که در سخنرانی‌های پس از انقلاب بارها کلمه غرب‌زدگی را بکار برد.

## محتوای کتاب غرب‌زدگی
کتاب با طعنه‌های تند به غرب‌زدگی شروع می‌شود و آدم غرب‌زده را مورد تمسخر قرار می‌دهد اینکه او قرتی و زن صفت است و به سر و پُزش خیلی ورمی‌رود. به غرب می‌تازد که «ماشین» را روانه دنیا کرده است و شرق را ویران می‌کند. وارد اقتصاد و هنر و ادبیات می‌شود و می‌گوید غرب یعنی سیری و شرق یعنی گرسنگی و سپس در تعریف مظاهر غرب به مادیات اکتفا نکرده از موسیقی و فیلم و ایده‌های فلسفی و سیاسی نام می‌برد. او در خلال کتاب یک روایت تاریخی را نیز جلو می‌برد که درآن از زمان جنگ‌های صلیبی و قبل از آن همیشه غرب می‌خواسته شرق را که او مترادف با تمدن اسلامی می‌داند نابود کند. رنسانس را نتیجه برخورد غرب با علوم مسلمانان در جریان جنگ‌های صلیبی می‌داند. و اینکه غرب زمانیکه از اندلس تا دروازه وین خود را در محاصره دید دست بکار شد و خنجر را از پشت به جهان اسلام زد. ظهور صفویه و اختلاف با خلافت عثمانی را زیر سر غرب می‌داند. او سد مقابل غرب‌زدگی را اسلام می‌داند. او غرب‌زدگی را دارای دو ریشه می‌داند: یکی شیعه‌گری صفوی و درگیری با عثمانی که زمینه‌های درونگرایی را ایجاد کرد و دوم در هجوم غرب برای استیلا.

### نمونه ای از نثر کتاب غرب‌زدگی
آدم غرب‌زده، هُرهُری مذهب است. به هیچ چیز اعتقاد ندارد؛ امّا به هیچ چیز هم بی اعتقاد نیست. یک آدم التقاطی است؛ نان به نرخ روزخور است همه چیز برایش علی السویّه است؛ خودش باشد و خرش از پل بگذرد، دیگر بود و نبود پل هیچ است. نه ایمانی دارد، نه مسلکی، نه مرامی، نه اعتقادی، نه به خدا یا به بشریّت؛ نه در بند تحوّل اجتماعی است و نه در بند مذهب و لامذهبی؛ حتّی لامذهب هم نیست، هُرهُری است. گاهی به مسجد هم می‌رود، همان‌طور که به کلوپ می‌رود، یا به سینما؛ امّا همه‌جا فقط تماشاچی است. درست مثل این‌که به تماشای بازی فوتبال رفته؛ همیشه کنار گود است. هیچ وقت از خودش مایه نمی‌گذارد. حتّی به اندازهٔ نم اشکی، در مرگ دوستی، یا توجّهی در زیارتگاهی، یا تفکّری در ساعات تنهایی و اصلاً به تنهایی عادت ندارد، از تنها ماندن می‌گریزد و اصلاً چون از خودش محشت دارد، همیشه در همه جا هست؛ البتّه رأی هم می‌دهد. اگر رأیی باشد – و به خصوص اگر رأی دادن مد باشد – امّا به کسی که امید جلب منفعت بیش‌تری به او می‌رود، هیچ وقت از او فریادی یا اعتراضی یا امّایی یا چون و چرایی نمی‌شنوی. سنگین و رنگین و با طمأنینه‌ای در کلام، همه چیز را توجیه می‌کند و خودش را خوشبین جا می‌زند.

## خانهٔ جلال آل احمد

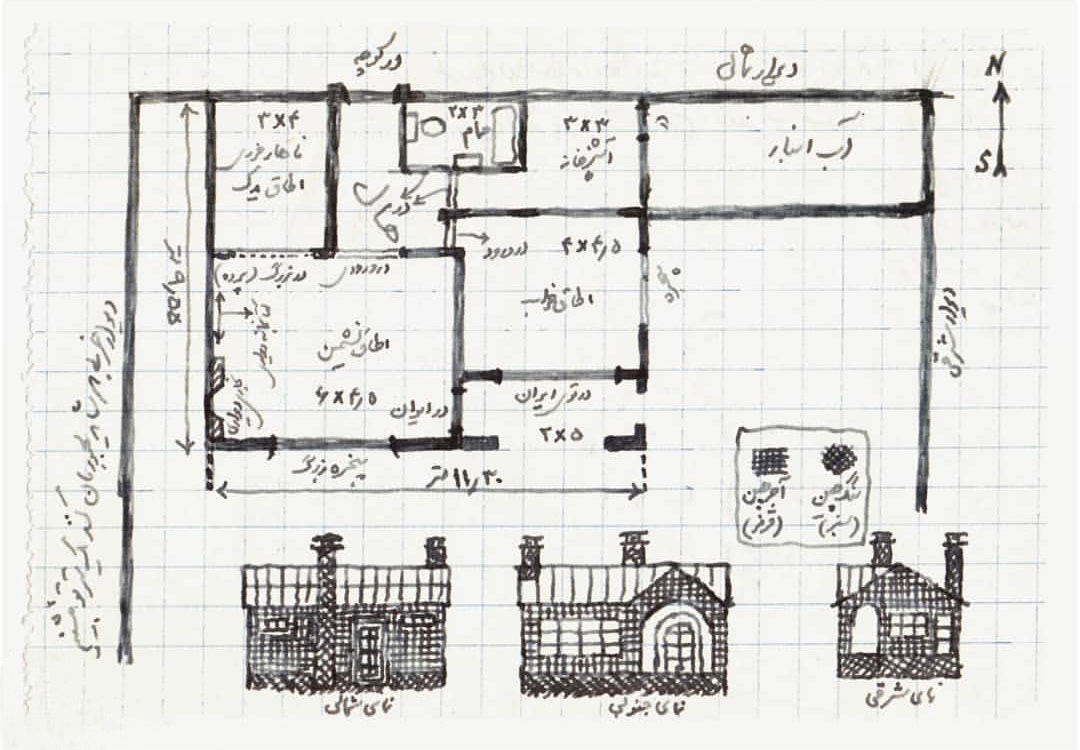
ترسیمات اولیه خانه مسکونی تجریش به طراحی جلال آل احمد

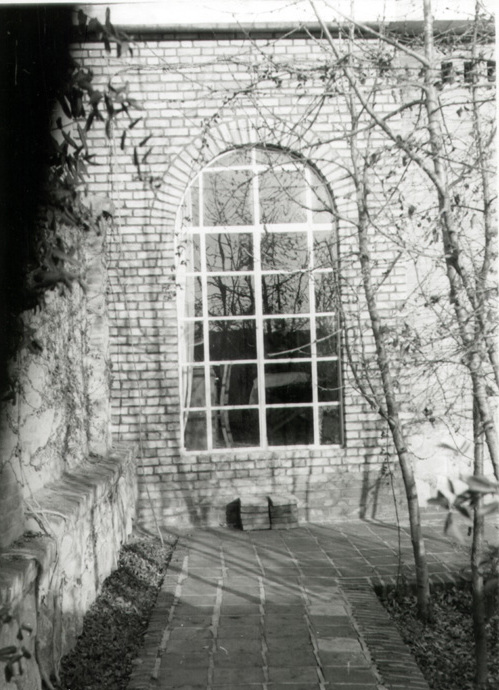
نمایی از منزل شخصی او در کوچه فردوسی شمیران.

خانه سیمین دانشور و همسرش جلال آل احمد در بن‌بست ارض، در کوچه رهبری و خیابان دزاشیب قرار دارد؛ خانه‌ای که جلال آن را در زمانی که سیمین دانشور برای تحصیل در آمریکا بود، به دست خود ساخت. این خانه سال‌ها محل گردآمدن نویسندگان بسیاری بود و تا زمان مرگ جلال، محل زندگی جلال و سیمین بود. بعد از مرگ جلال هم سیمین دانشور به‌تنهایی در آن زندگی می‌کرد. این خانه بزرگ و زیبا با حیاط پر از درختان سرسبز و حوض آبی‌اش، با دیوارهای پر از عکس و نقاشی از جلال و سیمین بعد از مرگ سیمین دانشور، محل زندگی ویکتوریا دانشور (خواهر سیمین دانشور) و همسرش پرویز فرجام بوده است.
در تاریخ ۹ اردیبهشت ۱۳۹۳ این خانه از سوی شهرداری تهران خریداری و مقرر شد این خانه به «خانه ادبیات» تبدیل شود.
با این حال این قضیه به موضوعی مناقشه‌آمیز میان شهرداری و ورثهٔ سیمین و جلال تبدیل شده است.
روزنامهٔ اعتماد ۱۰ اردیبهشت ۱۳۹۳ در واپسین رویهٔ خود گزارشی در این باره چاپ کرده است. در این گزارش، از قول معاون شهرداری نوشته شده که خانهٔ سیمین و جلال خریده شده است؛ اما در سوی دیگر، علی خلاقی، همسر خواهرزاده و دخترخواندهٔ سیمین دانشور گفته است: «این خانه تا زمانی که حکم دادگاه مشخص نشده، نمی‌تواند به فروش رود و معامله از اساس باطل است؛ چون شهرداری تحقیقی نکرده که بداند این خانه مالک دیگری دارد یا نه.»
علی خلاقی در گفت‌وگویی که در «اعتماد» چاپ شد، به وصیت‌نامه سیمین دانشور اشاره کرده است که بر پایهٔ آن، لیلی ریاحی (دخترخواندهٔ سیمین دانشور) وارث ثلث اموال روانشاد دانشور و مسئول انتشار کتاب‌هایش دانسته شده است.
اما خبرهای بعدی، از جمله خبر منتشرشده توسط خبرگزاری مهر در اوایل تیرماه ۱۳۹۵ حاکی از آن است که جریان تبدیل خانه جلال آل احمد و سیمین دانشور به «خانه ادبیات ایران» هنوز هم گرفتار بلاتکلیفی بوده و سرانجام آن مبهم است. محمدحسین دانایی، خواهرزاده جلال آل احمد نیز در مصاحبه با خبرگزاری مهر، ضمن انتقاد از کُندی جریان مرمت و آماده‌سازی خانه مزبور، مهم‌ترین دلیل این وضعیت را ندانم‌کاری و نداشتن دانش نظری و تجربی لازم برای این قبیل کارها دانسته و در خصوص احتمال تخریب و تغییر کاربری بخشی از خانه مزبور هشدار داده است.
پس از کش‌وقوس‌های فراوان، ۸ اردیبهشت ۱۳۹۷ و در زادروز سیمین دانشور، این خانه تبدیل به موزه شد.

## جایزه ادبی جلال آل احمد
در سال ۱۳۸۷ نخستین دوره جایزهٔ ادبی جلال آل احمد برگزار شد. در دورهٔ نخست این جایزه هیچ اثری به‌عنوان برگزیده معرفی نشد. این جایزه با ۱۱۰ سکه تمام بهار آزادی برای برگزیدگان، گران‌ترین جایزهٔ ادبی ایران محسوب می‌شد.

## ویژگی‌های نثر

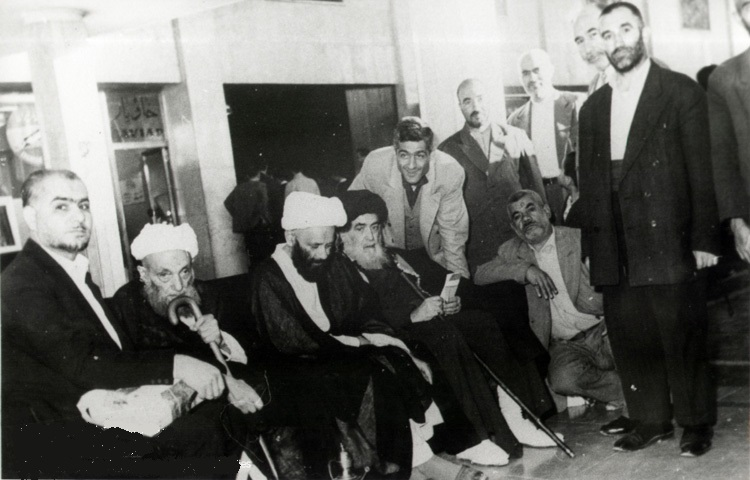
جلال آل احمد در کنار پدرش آیت‌الله سیداحمد حسینی طالقانی، شیخ آقابزرگ تهرانی و برخی اقوام به‌هنگام بدرقه آن‌ها در سفر به عتبات

به‌طورکلی نثر جلال آل احمد تلگرافی، شلاقی، عصبی، پرخاشگر، حساس، دقیق، تیزبین، صریح، صمیمی، منزّه‌طلب، حادثه‌آفرین، فشرده، کوتاه، بریده و در عین حال بلیغ است. نثر وی به‌طور خاص در مقالات، سنگین، گزارشی و روزنامه‌نگارانه است. آل احمد دارای نثری برون‌گرا است؛ یعنی نثرش برخلاف نثر صادق هدایت، در خدمت تحلیل ذهن و باطن شخصیت‌ها نیست. آل احمد، با استفاده از دو عاملِ نثر کهن فارسی و نثر نویسندگان پیشرو فرانسوی به نثر خاص خود دست یافته است. آل احمد کوشیده تا در نثر خود، تا آن‌جا که امکان داشته، افعال، حروف اضافه، مضافٌ‌الیهها، دنبالهٔ ضرب‌المثلها و خلاصه هرآنچه را که ممکن بوده است حذف کند. حذف بسیاری از بخش‌های جمله باعث شده نثر آل احمد ضرب‌آهنگی تند و شتاب‌زده بیابد. آل احمد در شکستن برخی از سنتهای ادبی و قواعد دستور زبان فارسی شجاعتی کم‌نظیر داشت و این ویژگی در نامه‌های او به اوج می‌رسد. از ویژگی‌های دیگر نثر جلال آل احمد می‌توان به نیمه رها کردن بسیاری از جملات، تعبیرات و اندیشه‌ها و استفاده از علامت «...» به‌جای آن‌ها اشاره کرد که این امر در راستای ایجاز نوشته‌ها و ضرب‌آهنگ سریع آن‌هاست.

### ادبیات متعهد

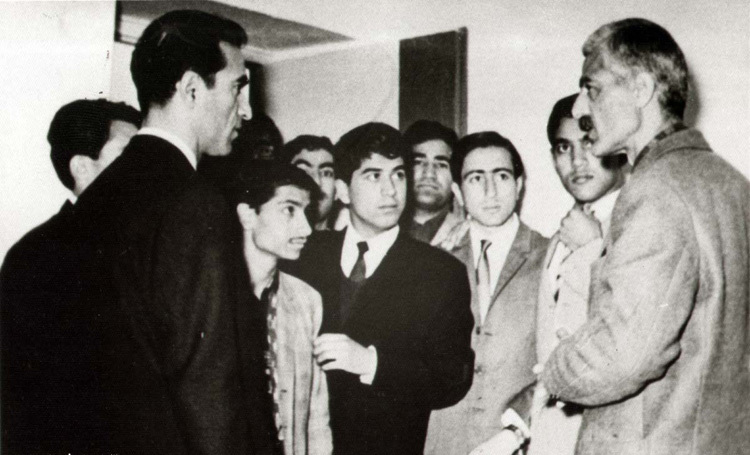
جلال آل احمد درحال گفتگو با چند تن از دانشجویان دانشگاه تبریز

جلال در دورهٔ ادبیات متعهد زندگی می‌کرده و هنر نویسندگی‌اش، هنری متعهد بوده و این موضوع در کتاب‌هایش آشکار است. مهم‌ترین ویژگی هنر متعهد تلقی ابزار، وسیله و رسانه‌بودن هنر است؛ یعنی آنچه اهمیت دارد پیامی است که از طریق این رسانه منتقل می‌شود. تلقی ابزاری از هنر دارای نتایج چندی است:
- در این تلقی آنچه ملاک اصلی ارزیابی و نقد اثر هنری می‌شود پیام و محتوایی است که از طریق اثر منتقل می‌شود؛ به‌عبارتی، نقدِ موضوعی از سایر نقدها اهمیت بیشتری می‌یابد.
- دومین نتیجه تفکیکی است که بین فرم و محتوای اثر هنری صورت می‌گیرد؛ چرا که هسته و اساس هر اثر هنری درون‌مایهٔ آن است و همواره برای تفکیک فرم از محتوا باید مراقب بود که انتقال درون‌مایه توسط مزاحمت‌های فرمی و گسترش بی‌رویه آن مخدوش نشود. (جلال آل احمد در ارزیابی شتاب‌زده فرم و تکنیک یک اثر را کم‌اهمیت می‌داند و علت استفاده از یک تکنیک متداول داستانی را نبودن فضای باز و نبود امکان صریح گفتن حرف‌هایش می‌داند)
- گرایش و تمایل به کلی‌گویی، به این معنا که هنر متعهد می‌کوشد تا انتقال‌دهندهٔ پیام و مضمونی کلی و عمومی باشد؛ پیامی که از قید تعلق به یک فرد و موقعیت و زمان و مکان خاص رهاست و سخنی عام و جهانی دارد. (جلال آل احمد در ارزیابی شتاب‌زده شیوهٔ برخورد ادبیات را با مسائل جهان مانند فلسفه می‌داند؛ یعنی همچون فلسفه رسیدن به کلیات و صدور احکام کلی، لذا می‌توان گفت جلال آل احمد به کلی‌گویی علاقه‌مند بوده است. به‌طور مثال روستایی که در نفرین زمین دربارهٔ آن بحث می‌شود نمونه‌ای است کلی از یک روستای ایرانی)

### من‌نویسی جلال آل احمد
یکی از ویژگی‌های مشترک نوشته‌های جلال آل احمد و به‌ویژه داستان‌هایش را می‌توان «من‌نویسی» او دانست. در اینجا من‌نویسی را می‌توان در سه معنای مختلف تعبیر کرد:
- ابتدایی‌ترین و سطحی‌ترین تعبیر از من‌نویسی این است که نویسنده‌ای در داستان‌های خود به ذکر حوادث و وقایعی بپردازد که پیش از این، خود به‌صورت مستقیم با آن‌ها روبه‌رو بوده و از نزدیک آن‌ها را لمس کرده است. شاید بتوان این تعبیر از من‌نویسی را تقریباً معادل ادبیات تجربی دانست (چیزی که بارها جلال آل احمد، از علاقهٔ خود به آن یاد کرده است).
- دومین تعبیر از من‌نویسی آن است که نویسنده به‌عنوان فردی صاحب اندیشه در داستان خود حضور دارد و در لابه‌لای آن به بیان نظرات، افکار و احساسات خود می‌پردازد. در واقع در این‌جا با حضور فکری و روحی نویسنده سروکار داریم. در اکثر کارهای جلال آل احمد یکی از شخصیت‌ها که از قضا در بیشتر مواقع منِ راوی است، درحقیقت خودِ اوست که به بیان نظراتش می‌پردازد. این حضور البته در داستان‌های اولیه بیشتر شبیه به دوربین عمل می‌کند تا فردی که مستقیماً نظراتش را بیان کند؛ اما در داستان‌های پایانی حضور آل احمد در مقام یکی از شخصیت‌های داستان‌هایش بسیار پررنگ‌تر می‌شود.
- سومین تعبیر از من‌نویسی را می‌توان صورت افراطی تعبیر دوم دانست؛ به این معنا که نویسنده علاوه بر آن‌که در داستان حضوری فکری دارد، مجال سخن گفتن و اظهار نظر سایر شخصیت‌ها را بگیرد. من‌نویسی در این تعبیر ممکن است مصادیق مختلفی بیابد. یکی آن‌که تمام شخصیت‌های داستان توده‌ای هم‌شکل و هم‌صدا باشند و همگی با لحنی واحد سخن بگویند یا یکسان احساس کنند و بیندیشند. دیگر آن‌که نویسنده در پرداخت شخصیت‌های مخالف خود بی‌دقتی کند و آن‌ها را به‌جای انسان‌های خاص و منحصربه‌فرد، تیپ‌های کلیشه‌ای ترسیم کند که پیشاپیش سستی کلام و احساس آن‌ها و حقانیت نویسنده پیش‌بینی‌شدنی است یا آن‌که آنان چنان در گفتار و کردار خود متناقض نمایانده شوند که امکان هر نوع تفکری از جانب خواننده دربارهٔ آنان سلب شود. این تعبیر از من‌نویسی را می‌توان در واقع همان تک‌صدایی‌بودن متن نامید.

## زن از نگاه آل احمد

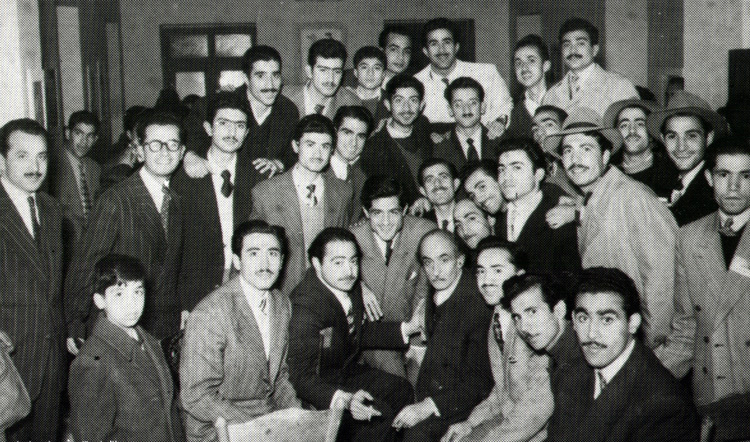
جلال در کنار نیما یوشیج، علی‌اصغر خبره‌زاده و برخی دوستانش در دوران پس از انشعاب از حزب توده

یکی از مقوله‌های اجتماعی در داستان‌های جلال آل احمد زن است. زن به‌عنوان پدیده‌ای اجتماعی، تقریباً هم‌زمان با انقلاب مشروطه به ادبیات راه می‌یابد. در این دوران از بیچارگی‌ها، محرومیت‌ها و نداشتن آزادی زن در خانواده و اجتماع سخن گفته می‌شود. زن به‌عنوان فردی از اجتماع، تحتِ‌تأثیر ستم‌ها، خرافه پرستی‌ها و نادانی‌های جامعه‌ای است که در آن زندگی می‌کند.
«وضع زن در خانواده و اجتماع، بهترین نمودار گسیختگی اجتماع و تنش و کشاکش درونی فرهنگی است که از همان دوران مشروطیت تناقض‌های دردناک و بحرانی آن آشکار شده بود. در این جامعه، تمام نابسامانی‌ها در وجود زن تبلور یافت.»
زن در جامعه آن زمان، فردی بود که اگرچه در اجتماع زندگی می‌کرد، هیچ سهمی از آن نداشت. موجودی کتک‌خور و دربند بود. «آل احمد از نویسندگانی است که دریافت پرداختن به وضعیت زن ایرانی در راه سرکشیدن به فاحشه‌خانه‌ها تا چه حد کهنه و مبتذل شده است. زنان داستان‌های آل احمد نه چون زنان صادق چوبک در فکر هم‌آغوشی‌اند و نه چون زنان مرفه و زیبای بزرگ علوی، به عشق‌های رمانتیک می‌اندیشند.»
زنان داستان‌های آل احمد خود را حقیر می‌یابند. آنان در فضایی مردسالار توصیف می‌شوند. نه هویتی دارند و نه هیچ حقی برای اعتراض. آنان در محیطی زندگی می‌کنند که هیچ آزادی و تساوی برای زن نیست، نه در عمل و نه در نظر.

به‌عنوان‌مثال، «بچه مردم» داستان زندگی زنی است که به‌دلیل ازدواج مجدد مجبور است بچهٔ شوهر اولش را سر راه بگذارد تا بتواند به زندگی خود ادامه دهد. این داستان تصویر زنی را نشان می‌دهد که به خاطر نان و ادامه زندگی، از ابتدایی‌ترین احساسات خود می‌گذرد؛ چرا که او در اجتماعی زندگی می‌کند که زن، مانند یک کودک به حمایت مرد نیازمند است.
در «لاک صورتی» شوهر هاجر که فروشنده دوره‌گردی است، به‌علت خریدن لاک او را ضرب و شتم می‌کند. هاجر زنی است که خود را ناقص‌العقل می‌داند و نهایت آرزویش خریدن لاکی است تا با آن دستانش را مانیکور کند.
«چه خوب بود، اگر می‌توانست آن‌ها را مانیکور کند. این‌جا بی‌اختیار به یاد همسایه‌شان، محترم، زن عباس آقای شوفر افتاد. پزهای ناشتای او را که برای تمام اهل محل می‌آمد، در نظر آورد. حسادت و بغض راه گلویش را گرفت و در ته دلش پیچید.»

تمام داستان، خیالات خام یک زن برای خرید یک لاک است. همین‌طور او به‌عنوان یک زن نباید از شوهرش هیچ انتظاری داشته باشد.

در «آفتاب لبِ بام» پدر را سلطان بی‌چون و چرای خانه می‌بینیم که وجودش فضای خانه را سنگین می‌کند. دستور می‌دهد و از تشنگی ناشی از روزه، دختر خردسالش را کتک می‌زند. همین‌طور در «زن زیادی»، صناعت جریان ذهنی را به‌خوبی برای نمودن آشفتگی‌های تازه عروس رانده‌شده از خانه شوهر به کار می‌گیرد. زن سرافکنده و عاصی به خانه پدری بازگشته و روزهای شوهرداری را به یاد می‌آورد. این تداعی‌ها از طریق درهم‌آمیختن خاطرات، آرزوها و حسرت‌ها، وجوه گوناگون زجر چندگانه را مجسم می‌کند که در جامعه پدرسالار بر زنان تحمیل می‌شود.»
در این فضای پدرسالارانه، مرد بر زن حاکمیت می‌کند و زن جرئت هیچ‌گونه اعتراضی ندارد. همین زنان اگر فرصتی در اختیارشان باشد، درگیر کارهای خاله‌زنکی‌اند. دختران به دنبال باز شدن بخت کورشان هستند و زنان همه زندگی‌شان را صرف مبارزه با هوو می‌کنند. داستان‌ها پر است از خاله‌خانباجی‌ها، شاباجی‌خانم‌ها یا عم‌قزی‌هایی که با نذر و طلسم و دعا به چاره‌جویی مشکلات زنان می‌پردازند. در داستان «سمنوپزان» مریم‌خانم، زن عباس‌قلی‌آقا، سمنوی نذری می‌پزد تا هوویش از چشم شوهر بیفتد و از عم‌قزی طلسم می‌خواهد.
شوهر دادن دختران دم‌بخت، موضوع دیگری است که ذهن این زنان را به خود مشغول کرده است. در «سمنوپزان» مریم‌خانم علاوه بر این‌که از عم‌قزی برای هوویش طلسم می‌خواهد، به شوهر دادن دختر دم‌بختش هم فکر می‌کند.
«هنوز دوباره صدای قلیان را به‌صدا درنیاورده بود که صدای بی‌بی از آن طرف مطبخ بلند شد که به یک نقطه مات زده بود و می‌پرسید: «مریم‌خانم واسه دختر پابه‌بختت چه فکری کردی؟
- چه فکری دارم بکنم بی‌بی؟ منتظر بختش نشسته. مگر ما چه کار کردیم؟ آن‌قدر تو خونه بابا نشستیم تا یک قرمساق اومد، دستمون را گرفت ورداشت برد.»
زنان داستان‌های آل احمد یا هوو دارند یا به دنبال دوا و درمان بی‌فرزندی به هر دری می‌زنند. تمام دنیای آن‌ها در همین خلاصه می‌شود و اگر از خود فارغ شوند، به عروس‌ها، هووها و مادرشوهرهای همدیگر نیش و کنایه می‌زنند و این بدبختی زنان متوسط و پایین جامعه است.

«خانم نزهت‌الدوله» تصویر طنزآمیز زنی است از طبقهٔ بالا. تمام همت او صرف پیدا کردن شوهری ایدئال است.
«خانم نزهت‌الدوله گرچه تابه‌حال سه تا شوهر کرده و شش بار زائیده است و دو تا از دخترهایش هم به خانه داماد فرستاده و حالا دیگر برای خودش مادربزرگ شده است، بازهم عقیده دارد که پیری و جوانی دست خودِ آدم است و گرچه سر و همسر و خویشان و دوستان می‌گویند که پنجاه سالی دارد؛ ولی هنوز دو دستی به جوانی‌اش چسبیده و هنوز هم در جستجوی شوهر ایدئال به این در و آن در می‌زند.»
همهٔ زندگی این زن، صرف ماساژ چین و چروک‌های بینی و فر موهایش است و باز هم تصویر زنی را می‌بینیم که درگیر سبک‌سری‌ها و جهل‌های خاص خویش است.
در مجموع داستان‌های آل احمد، تصویری از حقارت زنان در جامعه‌ای مردسالار است. زنانی که از خود هیچ اختیاری ندارند و از سوی مردان آزار و اذیت می‌شوند.

آنچه آل احمد از زن در داستان‌هایش به نمایش می‌گذارد، تصویر حقارتی است که جامعه به زنان تحمیل می‌کند. زنان ابتدا در خانه پدری و سپس در اسارت خانه شوهر، نادیده انگاشته می‌شوند. زن در چنین جامعه‌ای شخصیتی است منفعل. او تحقیر می‌شود، کتک می‌خورد و حقی بیش از این برای خود قائل نیست.
آل احمد در فصل هفتم کتاب غرب‌زدگی می‌نویسد:
«... از واجبات غرب‌زدگی یا مستلزمات آن، آزادی دادن به زنان است. ظاهراً احساس کرده بودیم که به قدرت کار این ۵۰درصد نیروی انسانی مملکت نیازمندیم که گفتیم آب‌وجارو کنند و راه‌بندها را بردارند تا قافلهٔ نسوان برسد! اما چه‌جور این کار را کردیم؟ آیا در تمام مسائل، حق زن و مرد یکسان است؟ ما فقط به این قناعت کردیم که به ضرب دگنک حجاب را از سرشان برداریم؛ و درِ عده‌ای از مدارس را به رویشان باز کنیم. اما بعد؟ دیگر هیچ؛ همین بسشان است. قضاوت که از زن برنمی‌آید، شهادت هم که نمی‌تواند بدهد، رأی و نمایندگی مجلس هم که مدت‌هاست مفتضح شده است و حتی مردها را در آن حقی نیست و اصلاً رأیی نیست. طلاق هم که بسته به رأی مرد است. «الرّجال قوّامون علی النساء» را هم که چه خوب تفسیر می‌کنیم! پس درحقیقت چه کرده‌ایم؟ تنها به زن اجازهٔ تظاهر در اجتماع را داده‌ایم؛ فقط تظاهر؛ یعنی خودنمایی؛ یعنی زن را که حافظ سنت و خانواده و نسل و خون است، به ولنگاری کشیده‌ایم؛ به کوچه آورده‌ایم؛ به خودنمایی و بی‌بندوباری واداشته‌ایم که سر و رو را صفا بدهد و هر روز ریخت یک مد تازه را به خود ببندد و ول بگردد. آخر کاری، وظیفه‌ای، مسئولیتی در اجتماع، شخصیتی؟! ابداً! یعنی هنوز بسیار کمند زنانی از این نوع. تا ارزش خدمات اجتماعی زن و مرد و ارزش کارشان (یعنی مزدشان) یکسان نشود و تا زن همدوش مرد مسئولیت ادارهٔ گوشه‌ای از اجتماع (غیر از خانه که امری داخلی و مشترک میان زن و مرد است) را به‌عهده نگیرد و تا مساوات به‌معنی مادی و معنوی بین این دو مستقر نشود، ما در کار آزادی صوری زنان، سال‌های سال پس از این، هیچ هدفی و غرضی جز افزودن به خیلِ مصرف‌کنندگان پودر و ماتیک -محصول صنایع غرب- نداریم؛»
او سپس می‌گوید که اکنون زن را در رهبری مملکت راهی نیست؛ اما زنان ایل و دِه را به دوش کشندهٔ بار اصلی زندگی می‌خواند.

## شمایل فرهنگی
آل احمد یکی از شخصیت‌های رمانِ کمی بهارِ شهرنوش پارسی‌پور است.

### نگاه نظام جمهوری اسلامی ایران به آل احمد

تمبر یادبود جلال آل احمد، چاپ شده در سال ۱۳۶۷ توسط پست جمهوری اسلامی ایران

سید روح‌الله خمینی در سال ۱۳۴۱ در قم، برای پدر جلال مجلس بزرگداشتی برگزار کرد.
یکی از بزرگراه‌های مهم پایتخت ایران، تهران، به نام اوست و هم‌چنین هرساله جایزه و جشنواره‌ای ادبی به نام او از سوی دولت برگزار می‌شود.
همچنین سیدعلی خامنه‌ای نگاه مثبتی به شخصیت و آثار وی دارد. وی گاه در سخنان خود به بیان خاطراتی که در ارتباط با آل احمد دارد، می‌پردازد و در برخی موارد نیز از وی نقل قول کرده است. به گفته خامنه‌ای، ایشان در دوران جوانی یک بار برای دیدار با جلال آل احمد از مشهد به تهران آمده‌اند، اما به دلایلی این دیدار انجام نشد.

## از نگاه دیگران

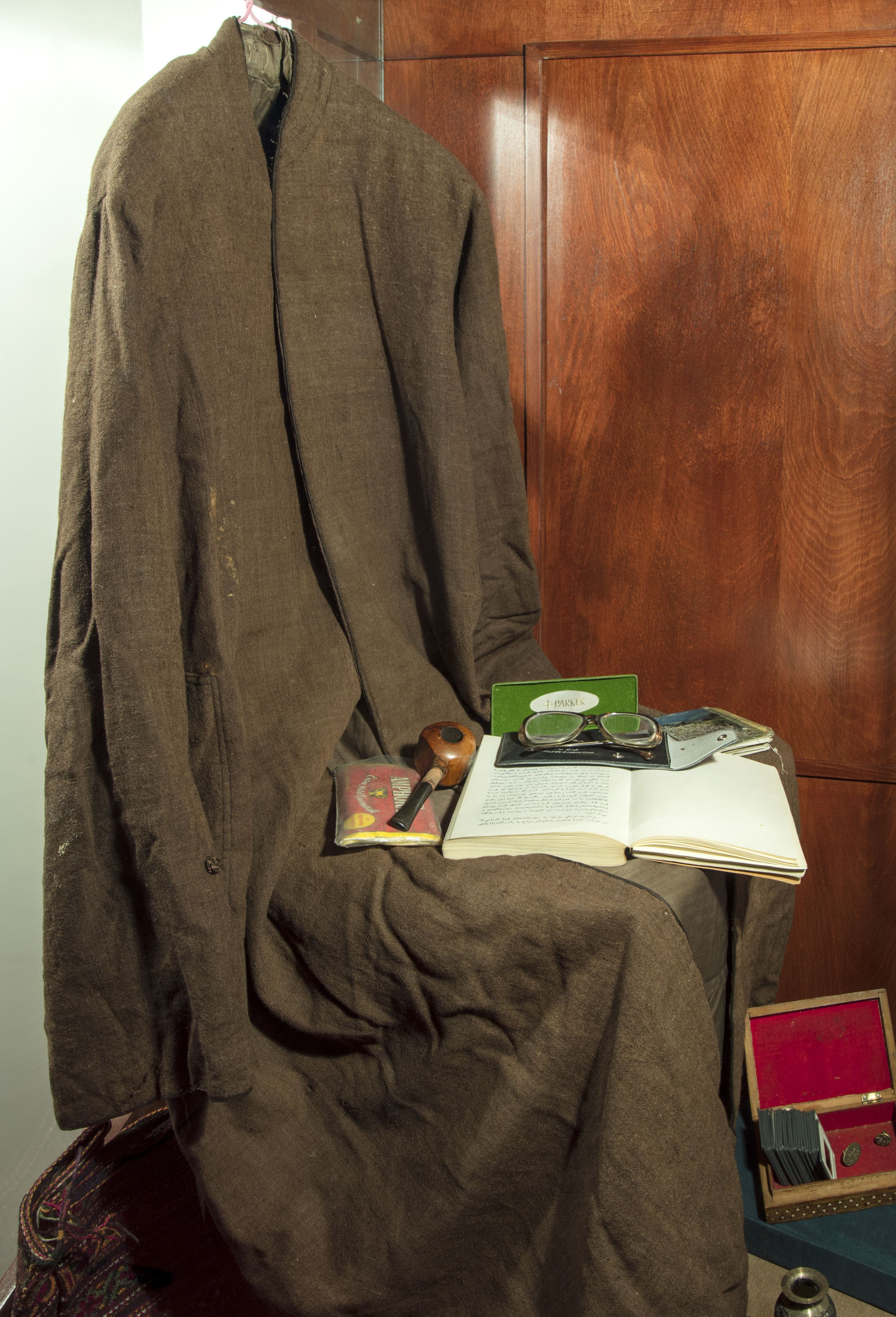
لباس و وسایل آل احمد در موزهٔ کتاب و میراث مستند ایران

### نقد شخصیت
قدمعلی سرامی پیرامون شخصیت و جایگاه جلال آل احمد این‌گونه بیان داشته است: «بعضی روشنفکران توقع دارند که جلال یک جامعه‌شناس یا یک مورخ یا یک اقتصاددان باشد و به همین دلیل هم بر آثار و آرای او خرده می‌گیرند و چه بسا بر او می‌تازند و تهمت‌ها می‌زنند، اما حقیقت این است که او یک نویسندهٔ هنرمند است و حساب هنرمند و دانشمند در همه جای دنیا از هم جداست. نمی‌خواهم بگویم کارهای جلال از نظر تاریخی و جامعه‌شناسی و فرهنگ‌پژوهی فاقد اعتبار و ارزش است، اما می‌خواهم بگویم جلال هرگز قصد نداشته است آثاری علمی در این زمینه‌ها به وجود بیاورد. می‌خواهم بگویم جلال نویسنده‌ای است با گرایش‌های مردمی – اجتماعی. او نه در صدد خلق تئوری‌های علمی نو بوده است و نه در اندیشهٔ باطل ساختن اندیشه‌های پیش از خود. او نگرندهٔ حساس و بصیر جامعهٔ عصر خویش بوده است.»
دکتر باقر پرهام در مصاحبه خود با مجله شهروند (شهروند ۱۳۸۷ فروردین شماره ۴۲) عنوان می‌دارد که: «دکتر آدمیت با صراحت تمام به جلال‌آل‌احمد حمله کرد و آل‌احمد را آدم کم‌مایه و بی‌سوادی دانست به گونه‌ای که من –که جوانتر بودم و هنوز امثال جلال‌آل‌احمد را درست نشناخته بودم- از این دیدگاه صریح ناراحت شدم و مثلاً خواستم که ایشان در بیان خود اندکی تعدیل کند، اما آدمیت بر نظر خود تأکید کرد.»
مسعود فراستی در مصاحبه ای با نشریه رمز عبور بیان داشته است: «جلال آل‌احمد روشنفکر نیست و به نظر من نویسنده بسیار عقب‌افتاده‌ای است… غرب‌زدگی اصلاً علیه غرب نیست. درک ابتدایی جلال از غرب‌زدگی اتفاقاً اشکال اوست. کاش علیه غرب‌زدگی بود؛ در حالی که رو به عقب و علیه ماشین، تکنولوژی و هر چیز مدرنی است. عقب است. به‌جای این که مماس با زمان و حریف زمان باشد، به عقب برمی‌گردد»
احمد شاملو در سخنرانی خود در سال ۱۹۹۰ میلادی (۱۳۶۹ شمسی) در دانشگاه برکلی آمریکا در جمع دانشجویان ایرانی دربارهٔ جلال آل احمد می‌گوید: «آقا کتاب ورداشته نوشته به اسم غرب‌زدگی، استدعا دارم یکبار دیگه این کتاب رو بخونید از این یاوه تر میشه بررسی تاریخی؟ … آل احمد یک بچه آخوند بود و تا آخر عمرش نیز بچه آخوند ماند کتاب در خدمت و خیانت روشنفکران او شرم آور است»
خبرگزاری ایلنا در گزارشی از مراسم بزرگداشت جلال آل‌احمد به مناسبت پنجاه و دومین سالروز درگذشت جلال آل احمد که بعد از ظهر هجدهم شهریور ماه سال ۱۴۰۰ شمسی به صورت آنلاین از طریق اینستاگرام خانه سیمین و جلال برگزار شد روایت می‌کند که: « «غلامرضا امامی» هم در ادامه این مراسم، دربارهٔ شعری که احمد شاملو دربارهٔ جلال آل‌احمد سروده بود و ده سال بعد انتساب آن را به جلال انکار کرد، گفت: عصری را به یاد دارم پس از خاموشی جلال، که آقای احمد شاملو شاعر نامی معاصر به این خانه آمد و در اتاق بزرگ خانه که معمولا جلال و پس از او سیمین می‌نشست، این شعر بلند و زیبایش یعنی «سرود برای مردی روشن که به سایه رفت» را خواند و هم او گریست و هم سیمین خانم و هم ما چند تنی که آنجا بودیم و این شعر در مطبوعات داخلی و خارجی از جمله در کتاب «هوای تازه» چاپ شد. و هیچ انکاری از سراینده محترم شعر صورت نگرفت. این نویسنده و مترجم ادامه داد: از سال ۱۳۴۸ که درگذشت جلال بود تا سال ۱۳۵۸ که این سخنان بر زبان شاعر جاری شد، ده سال می‌گذشت. پس از سال‌ها نمی‌دانم از چه رو و به چه سبب، شاعرِ معاصر منکر سرودن این شعر برای جلال شد. معلوم نیست مخاطب این شعر کیست؟ پس این شعر برای چه کسی سروده شده؟ و چرا شاعر، در این ده سال سکوت کرده بود. می‌توانست بگوید شعری برای جلال گفته‌ام و حالا آن را پس می‌گیرم. مثل شعری که برای خسرو روزبه گفت و بعداً آن را پس گرفت. اما انکار حقیقت و انکار تاریخ کاری‌ست نه به سزا.»

### نقد دیدگاه‌ها
صادق زیباکلام استاد علوم سیاسی دانشگاه تهران مردادماه سال ۱۳۹۴ در مراسم نقد یکی از آثار جلال ال احمد در زمینه دلیل جاودانگی وی گفت: غرب‌ستیزی او را در طول تاریخ کشور جاودانه کرده است.
وی ابراز داشت که کتاب در خدمت و خیانت روشنفکران جلال ادعانامه‌ای علیه غرب و علیه جریان روشنفکری است؛ زیرا روشنفکران متمایل به غرب هستند و غرب‌ستیز نیستند.

### مستند خسی در میقات
گروه مستندسازی فطرس مدیا، مستندی به نام خسی در بقیع را با موضوع بررسی و بیان تلاش‌های جلال آل احمد در موضوع ساخت مجدد حرم ائمه شیعه مدفون در بقیع را تهیه و منتشر کرده است.

### شایعه سازی‌های آل احمد

#### در مورد قتل صمد بهرنگی
پس از مرگ صمد بهرنگی در ۹ شهریور ۱۳۴۷ در اثر غرق شدن در رودخانه در ارسباران. جلال یادداشت صمد و افسانهٔ عوام را نوشت و شایعهٔ قتل او را در دهان‌ها انداخت. سال‌ها پس از آن نوشت که در این باره افسانه ساخته بوده است؛ زیرا نمی‌خواسته مرگ صمد «به هدر» برود. جلال آل احمد شش ماه بعد از مرگ صمد در نامه‌ای به منصور اوجی شاعر شیرازی می‌نویسد «... اما در باب صمد. درین تردیدی نیست که غرق شده. اما چون همه دلمان می‌خواست قصه بسازیم ساختیم… خب ساختیم دیگر. آن مقاله را من به همین قصد نوشتم که مثلاً تکنیک آن افسانه‌سازی را روشن کنم برای خودم. حیف که سر و دستش شکسته ماند و هدایت‌کننده نبود به آنچه مرحوم نویسنده‌اش می‌خواست بگوید…» حمزه فراحتی در کتاب خود اظهار می‌کند که «صمد بهرنگی شهید ساختگی شد» و مرگ او کار ساواک نبوده است.

#### در مورد مرگ تختی
در ۱۷ دی ۱۳۴۶ غلامرضا تختی، در هتل اتلانتیس فوت شد. به سرعت شایعه شد که ساواک او را به قتل رسانده است و نشریه فکاهی توفیق نوشته بود تختی را خودکشی کردند. بعدها کسانی چون جمشید مشایخی و پسرش بابک تختی این شایعه را رد کردند. بابک تختی می‌گوید شایعه شهیدسازی تختی را اولین بار جلال آل‌احمد شروع کرده بود.

## نوشته‌ها

### داستان
- پنج داستان (۱۳۵۰) (۵ داستان کوتاه)
- نفرین زمین (۱۳۴۶) (یک داستان بلند)
- سنگی بر گوری (نوشتهٔ ۱۳۴۲، چاپ ۱۳۶۰) (یک داستان بلند)
- نون والقلم (۱۳۴۰) (یک داستان بلند)
- مدیر مدرسه (۱۳۳۷) (یک داستان بلند)
- سرگذشت کندوها (۱۳۳۷) (یک داستان بلند)
- زن زیادی (۱۳۳۱) (۹ داستان کوتاه)
- سه تار (۱۳۲۷) (۱۳ داستان کوتاه)
- از رنجی که می‌بریم (۱۳۲۶) (۷ داستان کوتاه)
- دید و بازدید (مجموعه داستان) (۱۳۲۴) (۱۲ داستان کوتاه)

### مقاله
- «گزارش‌ها» (۱۳۲۵)
- «حزب توده سر دو راه» (۱۳۲۶)
- 《هفت مقاله》(۱۳۳۲)
- «غرب زدگی» (۱۳۴۱)
- «کارنامه سه ساله» (۱۳۴۱)
- «ارزیابی شتاب‌زده» (۱۳۴۳)
- «یک چاه و دو چاله» (۱۳۵۶)
- «در خدمت و خیانت روشنفکران» (۱۳۵۶) (انتشار پس از مرگ)[۴۴]
- «مکالمات»
- «نیما چشم جلال بود»
- «در خدمتیم»
- «اسرائیل، عامل امپریالیسم» (چاپ کتاب در تاریخ مهر ۱۳۵۷)

### مشاهدات و سفرنامه‌ها
- اورازان (۱۳۳۳) - مشاهداتی است که پس از بازدید از این منطقه - که سرزمین اجدادی او بوده است، نگاشته شده.
- تات‌نشین‌های بلوک زهرا (۱۳۳۷)
- جزیرهٔ خارک درّ یتیم خلیج فارس (۱۳۳۹)
- خسی در میقات (۱۳۴۵)
- سفر به ولایت عزرائیل (۱۳۶۳)
- سفر روس (۱۳۶۹)
- سفر آمریکا
- سفر فرنگ

### ترجمه
- تشنگی و گشنگی اثر اوژن یونسکو (۱۳۵۱)(در حدود پنجاه صفحه این کتاب را جلال آل احمد ترجمه کرده بود که مرگ زودرس باعث شد نتواند آن را به پایان ببرد، پس از آل احمد دکتر منوچهر هزارخانی بقیه کتاب را ترجمه کرد)
- چهل طوطی، قصه‌های کهن هندوستان (با سیمین دانشور، ۱۳۵۱)
- عبور از خط اثر ارنست یونگر (با محمود هومن، ۱۳۴۶)
- مائده‌های زمینی اثر آندره ژید (با پرویز داریوش، ۱۳۴۳)
- کرگدن اثر اوژن یونسکو (۱۳۴۵)
- بازگشت از شوروی اثر آندره ژید (۱۳۳۳)
- دست‌های آلوده اثر ژان پل سارتر (۱۳۳۱)
- سوء تفاهم اثر آلبر کامو (۱۳۲۹)
- بیگانه اثر آلبر کامو (با خبره‌زاده، ۱۳۲۸)
- قمارباز (رمان) اثر فئودور داستایفسکی (۱۳۲۷)[۱۰][۴۵]
- محمد و آخرالزمان اثر پل کازانوا (۱۳۲۵)[پانویس ۱]
- عزاداری‌های نامشروع اثر محسن امین (از عربی، ۱۳۲۲)

### دیگر
- یادداشت‌های روزانه (۱۴۰۳)